# Sterling Resources
Sterling Resources este o companie petrolieră din Canada. În anul 1992, Sterling a obținut de la Statul român dreptul de exploatare a două perimetre din platoul continental al Mării Negre - XIII Pelican și XV Midia. Unele estimări indică existența în aceste perimetre a unei cantități probabile de 18,2 miliarde metri cubi de gaze naturale. Concesiunea a declanșat controverse, resursele petroliere din Marea Neagră concesionate ar fi, de fapt, de 50 mliliarde metri cubi de gaze și de 278 milioane tone țiței, mult mai mari decât cele prezentate de reprezentanții companiei. Controversa a dus la deschiderea unei anchete penale în mai 2009.